# British Independent Film Awards 2006
Die 9. Verleihung der British Independent Film Awards fand 2006 im Hammersmith Palais in London (Hammersmith) statt. Sie wurde von dem Schauspieler James Nesbitt moderiert.

## Jury
- Colin Salmon, Schauspieler
- Martin Sherman, Autor
- Anne V. Coates, Filmeditorin
- Jason Isaacs, Schauspieler
- Anna Friel, Film- und Fernsehschauspielerin
- Kelly Reilly, Film und Theaterschauspielerin
- Damien O’Donnell, Regisseur
- Mick Jones, Musiker (The Clash)
- Leo Davis
- Reuben Barnes
- Sandy Lieberson, Produzent
- Martin Childs, Produktionsdesigner
- Helen McCrory, Schauspielerin
- Damian Lewis, Schauspieler
- Alan Cumming, Schauspieler

## Nominierungen und Preise
| Preis                                               | Originalbezeichnung                                                             | Nominierungen | Preisträger               |
| --------------------------------------------------- | ------------------------------------------------------------------------------- | --- | ------------------------- |
| Bester britischer Independentfilm                   | Best British Independent Film                                                   | - Red Road - The Last King of Scotland - The Queen - The Wind That Shakes The Barley - This Is England | This Is England           |
| Bester ausländischer Independentfilm                | Best Foreign Independent Film                                                   | - Brick - Hard Candy - Hidden (Caché) - The Beat My Heart Skipped - Volver | Hidden (Caché)            |
| Beste britische Dokumentation                       | Best British Documentary                                                        | - Blindsight - The Great Happiness Space - The Pervert’s Guide To Cinema - The Road to Guantanamo - Unknown White Male | The Road to Guantanamo    |
| Bester britischer Kurzfilm                          | Best British Short Film                                                         | - At The End Of The Sentence - Cubs - Ex Memoria - The 10th Man - Who I Am & What I Want | Cubs                      |
| Bester Schauspieler                                 | Best Performance by an Actor in a British Independent Film                      | - Tony Curran in Red Road - Forest Whitaker in The Last King of Scotland - James McAvoy in The Last King of Scotland - Cillian Murphy in The Wind That Shakes The Barley - Peter O’Toole in Venus                                                                   | Tony Curran               |
| Beste Schauspielerin                                | Best Performance by an Actress in a British Independent Film                    | - Robin Wright Penn in Breaking and Entering - Juliette Binoche in Breaking and Entering - Kate Dickie in Red Road - Frances de la Tour in The History Boys - Helen Mirren in The Queen                                                                             | Kate Dickie               |
| Bester Nebendarsteller oder beste Nebendarstellerin | Best Performance by a Supporting Actor or Actress in a British Independent Film | - Martin Compston in Red Road - Joseph Gilgun in This Is England - Stephen Graham in This Is England - Leslie Phillips in Venus - Vanessa Redgrave in Venus | Leslie Phillips           |
| Beste Regie                                         | Best Director of a British Independent Film                                     | - Michael Caton Jones für Shooting Dogs - Kevin Macdonald für The Last King of Scotland - Stephen Frears für The Queen - Ken Loach für The Wind That Shakes The Barley - Shane Meadows für This Is England                                                          | Kevin Macdonald           |
| Douglas Hickox Award                                | The Douglas Hickox Award                                                        | - Menhaj Huda für Kidulthood - Caradog W James für Little White Lies - Paul Andrew Williams für London to Brighton - Andrea Arnold für Red Road - Tom Vaughan für Starter für Ten                                                                                   | Menhaj Huda               |
| Bester Newcomer                                     | Most Promising Newcomer                                                         | - Rafi Gavron in Breaking and Entering - Harry Treadaway in Brothers of the Head - Luke Treadaway in Brothers of the Head - Dominic Cooper in The History Boys - Samuel Barnett in The History Boys - Thomas Turgoose in This Is England - Jodie Whittaker in Venus | Thomas Turgoose           |
| Bestes Drehbuch                                     | Best Screenplay                                                                 | - Alan Bennett für The History Boys - Peter Morgan für The Last King of Scotland - Jeremy Brock für The Last King of Scotland - Peter Morgan für The Queen - Shane Meadows für This Is England - Hanif Kureishi für Venus                                           | Peter Morgan (The Queen)  |
| Beste Produktion                                    | Best Achievement In Production                                                  | - Kidulthood - London to Brighton - Severance - Shooting Dogs - The Road To Guantanamo | London to Brighton        |
| Beste Technik                                       | Best Technical Achievement                                                      | - Anthony Dod Mantle für The Last King of Scotland - Alan MacDonald für The Queen - Daniel Phillips für The Queen - Barry Ackroyd für The Wind That Shakes The Barley - Ludovico Einaudi für This Is England (Musik)                                                | Anthony Dod Mantle        |
| The Raindance Award                                 | The Raindance Award                                                             | - London to Brighton - Scenes of a Sexual Nature - The Ballad Of AJ Weberman | The Ballad Of AJ Weberman |
| Best British 15 Second Short                        | Best British 15 Second Short                                                    | - Ah, Youth - Chrysanthemums the Word - Death of the Dinosaurs - Fate and Mr McKinley - What’s the Point? | What’s the Point?         |

Weitere Preise
- Spezialpreis der Jury: Ken Loach
- The Variety Award: Helen Mirren
- The Richard Harris Award: Jim Broadbent